# 葡萄牙犹太会堂
葡萄牙犹太会堂（Portugees-Israëlietische Synagoge）是阿姆斯特丹的一座17世纪犹太会堂。

## 历史
由逃离西班牙和葡萄牙的犹太移民兴建于1671年4月17日到1675年8月2日。在荷兰黄金时代，阿姆斯特丹犹太人是欧洲最大最富裕的犹太人团体之一，因此他们拥有这座庞大的犹太会堂。入口上方题字为诗篇 5:8: "我必凭你丰盛的慈爱进入你的居所。"。以色列总理内塔尼亚胡称之为“我所见过最美丽的犹太会堂之一”。此处也是热门旅游景点。  

## 画廊

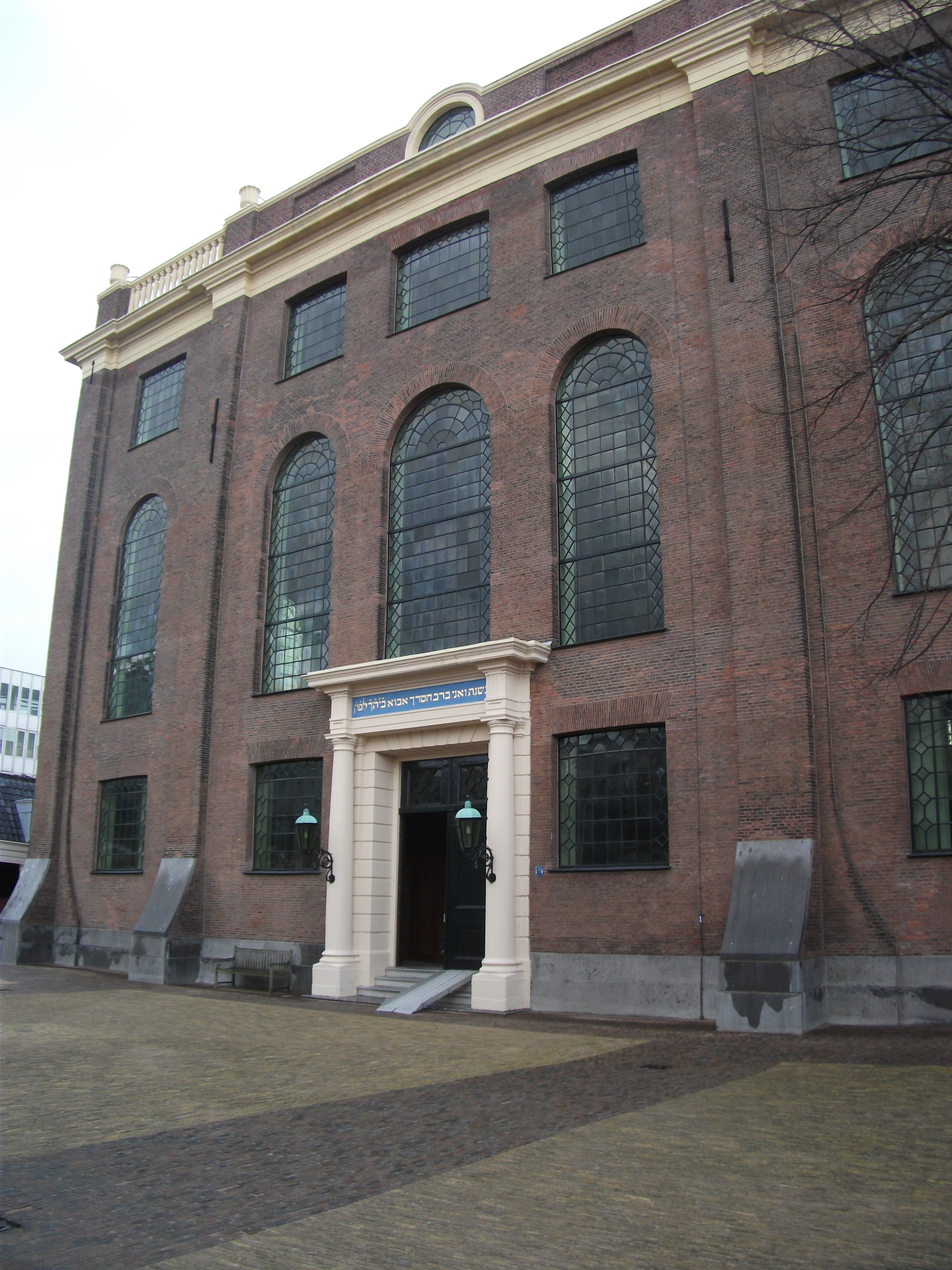
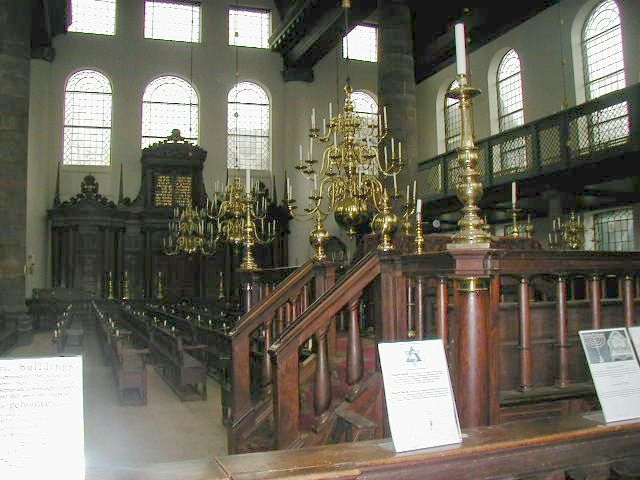
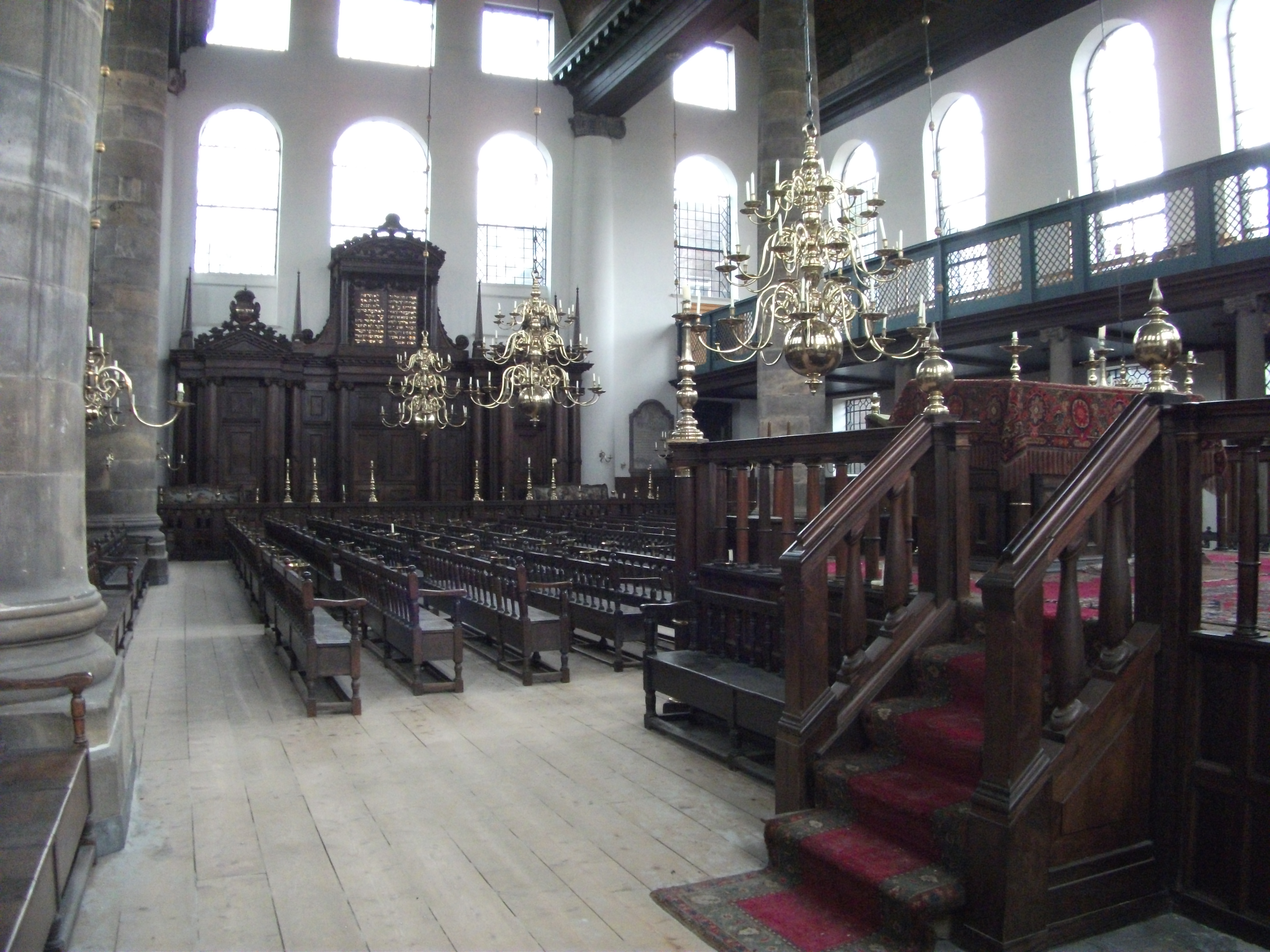
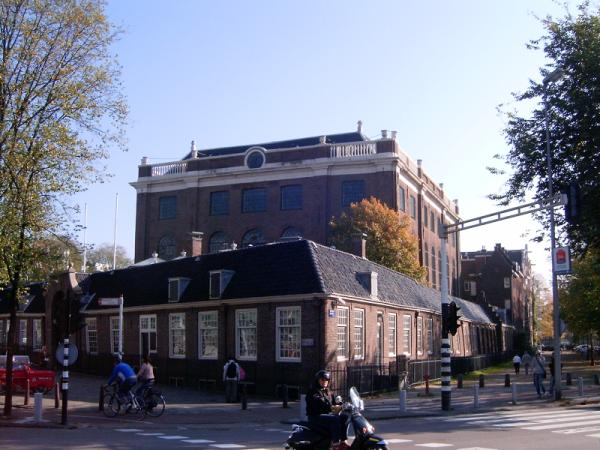
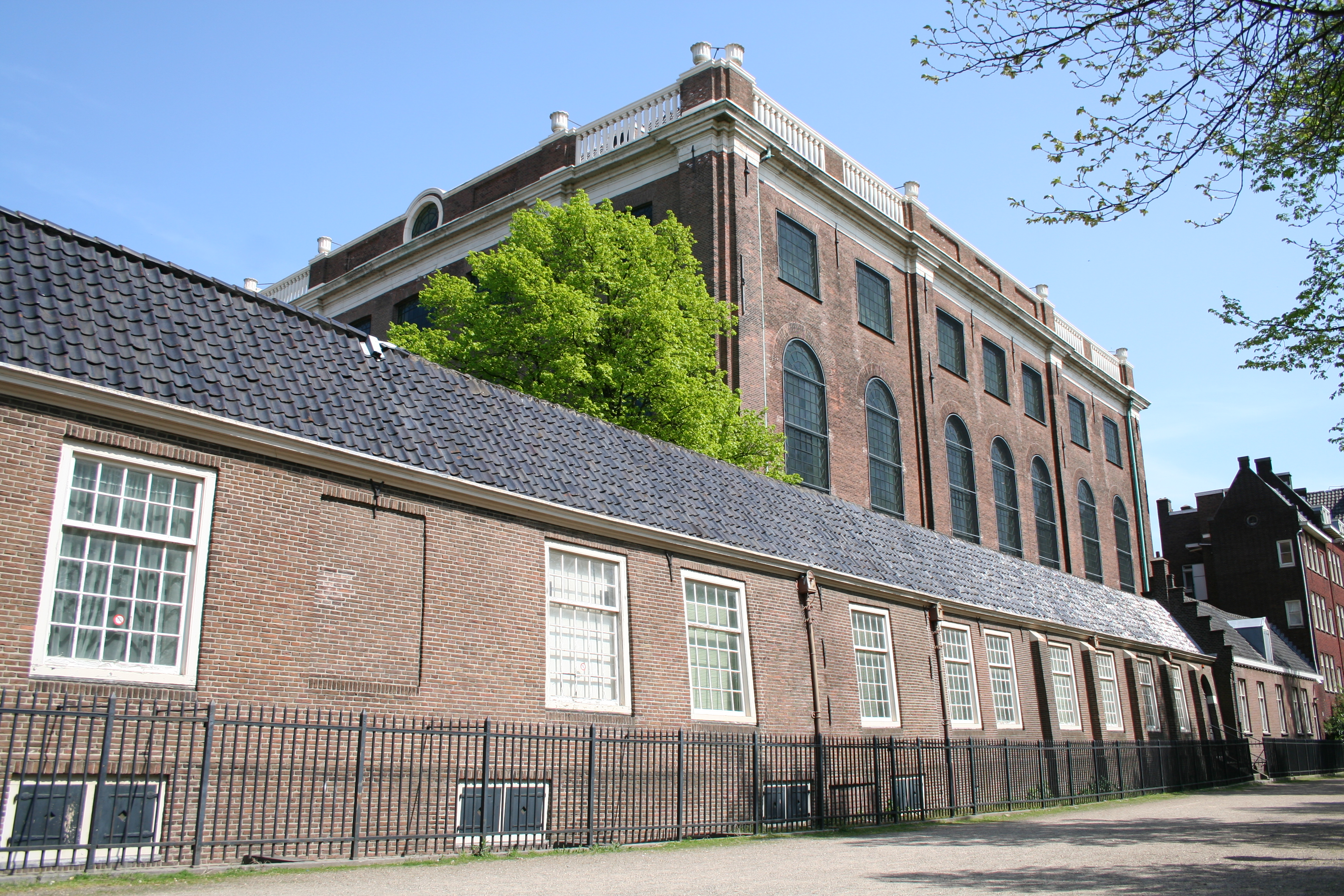